# Taillades
Taillades – miejscowość i gmina we Francji, w regionie Prowansja-Alpy-Lazurowe Wybrzeże, w departamencie Vaucluse.
Według danych na rok 1990 gminę zamieszkiwały 1642 osoby, a gęstość zaludnienia wynosiła 239 osób/km² (wśród 963 gmin regionu Prowansja-Alpy-W. Lazurowe Taillades plasuje się na 297. miejscu pod względem liczby ludności, natomiast pod względem powierzchni na miejscu 769.).

## Populacja

Populacja Taillades w latach 1962–2008